# باول إل. بيتس
باول إل. بيتس (بالإنجليزية: Paul L. Bates)‏ هو ضابط أمريكي، ولد في 4 مارس 1908 في لوس أنجلوس في الولايات المتحدة، وتوفي في 21 فبراير 1995.